# Джордж Керр (легкоатлет)
Джордж Ізекіль Керр (англ. George Ezekiel Kerr; 16 жовтня 1937 — 15 червня 2012) — ямайський легкоатлет, бігун на короткі та середні дистанції. Дворазовий бронзовий призер літніх Олімпійських ігор.

## Життєпис
На літніх Олімпійських іграх 1956 року в Мельбурні (Австралія) та 1964 року в Токіо (Японія) виступав у складі збірної команди Ямайки.
На літніх Олімпійських іграх 1960 року в Римі (Італія) виступав за збірну команду Британської Вест-Індії. Виборов дві бронзові медалі: у бігі на 800 метрів і в естафеті 4×400 метрів разом з Мелом Спенсом, Джимом Веддерберном та Кітом Гарднером.